# Onze-Lieve-Vrouw Middelareskerk (Ieper)

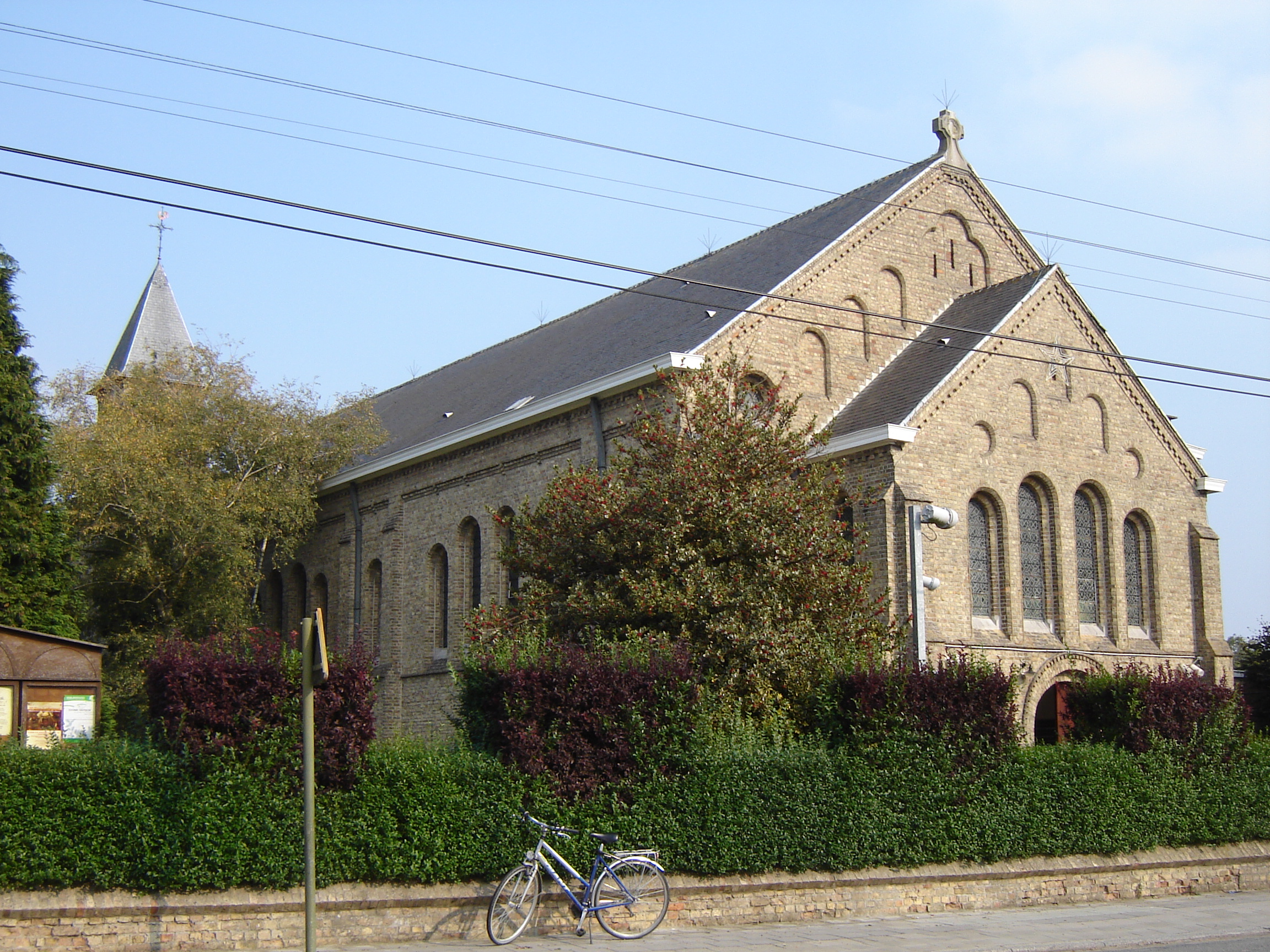
Aanzicht vanuit het westen (Capucienenstraat)

De Onze-Lieve-Vrouw Middelareskerk is een parochiekerk uit 1929 in de West-Vlaamse stad Ieper, gelegen aan de Capucienenstraat 48 en behorend bij het naastgelegen kapucijnenklooster. Het is sinds 1996 een beschermd monument.

## Gebouw

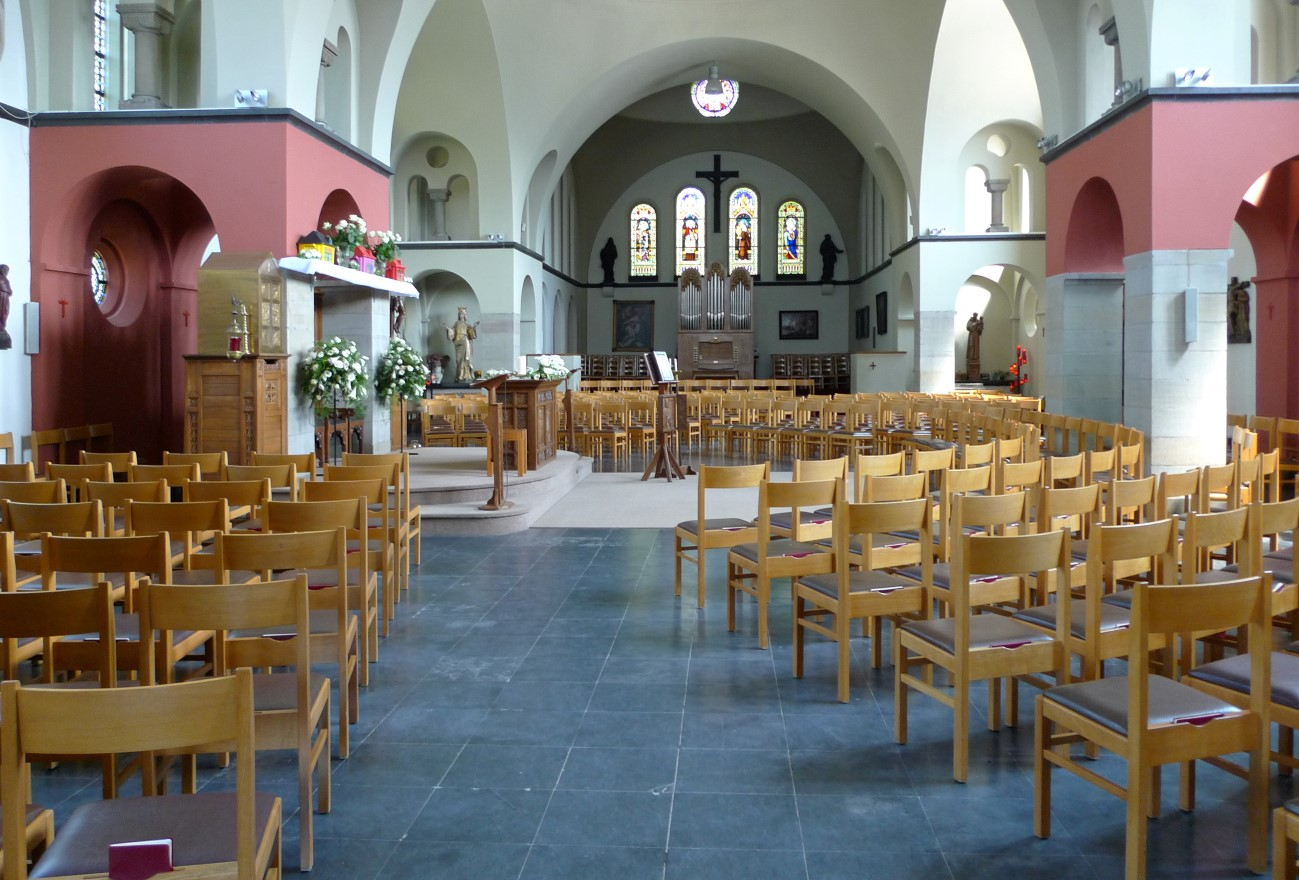
Interieur

Deze zaalkerk werd gebouwd naar een ontwerp van de Ieperse architect Jules Coomans uit 1923. Het gebouw in eclectische stijl met veel neoromaanse elementen is uitgevoerd in gele baksteen onder een zadeldak, met een voorgeplaatst westportaal. De aangebouwde noordoosttoren heeft een vierkante plattegrond en een tentdak. Het interieur oogt neobyzantijns, met pseudokoepels onder het dak.

## Complex Capucienenstraat
Het klooster van de paters kapucijnen is middels een kloostergang verbonden met de kerk. Het klooster stond leeg, maar sinds 2022 worden er Oekraïners opgevangen die na de Russische invasie van Oekraïne gevlucht waren. Aanpalend, op nummer 46, ligt het oorspronkelijke gebouw van de VBS Capucienen. Dit is eveneens beschermd erfgoed uit de jaren 1920, maar heeft een heel andere bouwstijl. Terwijl de kerk sinds 1996 bescherming geniet, is het geheel van kerk, klooster en school sinds 2009 onder een gezamenlijk regiem beschermd.
De voorzieningen waren gericht op de Tuinwijk N.M.B.S. die vanaf 1920 opgebouwd werd, met aanvankelijk 66 huizen voor personeel van de N.M.B.S. De wijk combineerde de opzet van een tuindorp met een modernere sociaal-functionele wederopbouwaanpak, maar werd opgeleverd zonder gemeenschapsvoorzieningen, waarna de religieuzen deze leemte enigszins opvulden.